# Mardi Gras (paquebot)
Le Mardi Gras  est un navire de croisière construit aux chantiers Meyer Turku de Turku, en Finlande pour la compagnie Carnival Cruise Lines.

Il est livré en décembre 2020 et est le quatrième navire de la classe Excellence. Il est à noter que, à la différence des autres paquebots de la compagnie, son nom officiel est « Mardi Gras » tout court, et non « Carnival Mardi Gras » 

## Histoire
Le Mardi Gras est le quatrième navire de la classe Excellence et le premier de cette classe livré à Carnival. Son nom est un hommage au tout premier paquebot de la compagnie Carnival, en 1972, déjà nommé Mardi Gras. Celui-ci a été détruit en 2003, après 52 ans de navigation. 
La construction du paquebot est confiée aux chantiers finlandais de Meyer Turku. Elle débute le 15 novembre 2018. Sa quille est posée le 18 juin 2019. Le paquebot effectue ses premiers essais en mer en septembre 2020.[réf. souhaitée] Sa livraison a eu lieu en décembre 2020.